# بلکبرن شارک
بلکبرن شارک (به انگلیسی: Blackburn_Shark) یک هواگرد ملخ‌پیشین تک‌موتوره از نوع اژدرافکن - عملیات شناسایی ساخت شرکت هواگردسازی بلک‌برن است. هواگرد بلکبرن شارک نخستین پروازش را در ۲۴ اوت ۱۹۳۳ میلادی انجام داد. این هواگرد در سال ۱۹۳۴ میلادی رسماً معرفی گردید و در سال‌های ۱۹۳۷–۱۹۳۹ تولید شده‌است. در مجموع، تعداد ۲۶۹ فروند از این هواگرد ساخته شده‌است.